# Scânteie

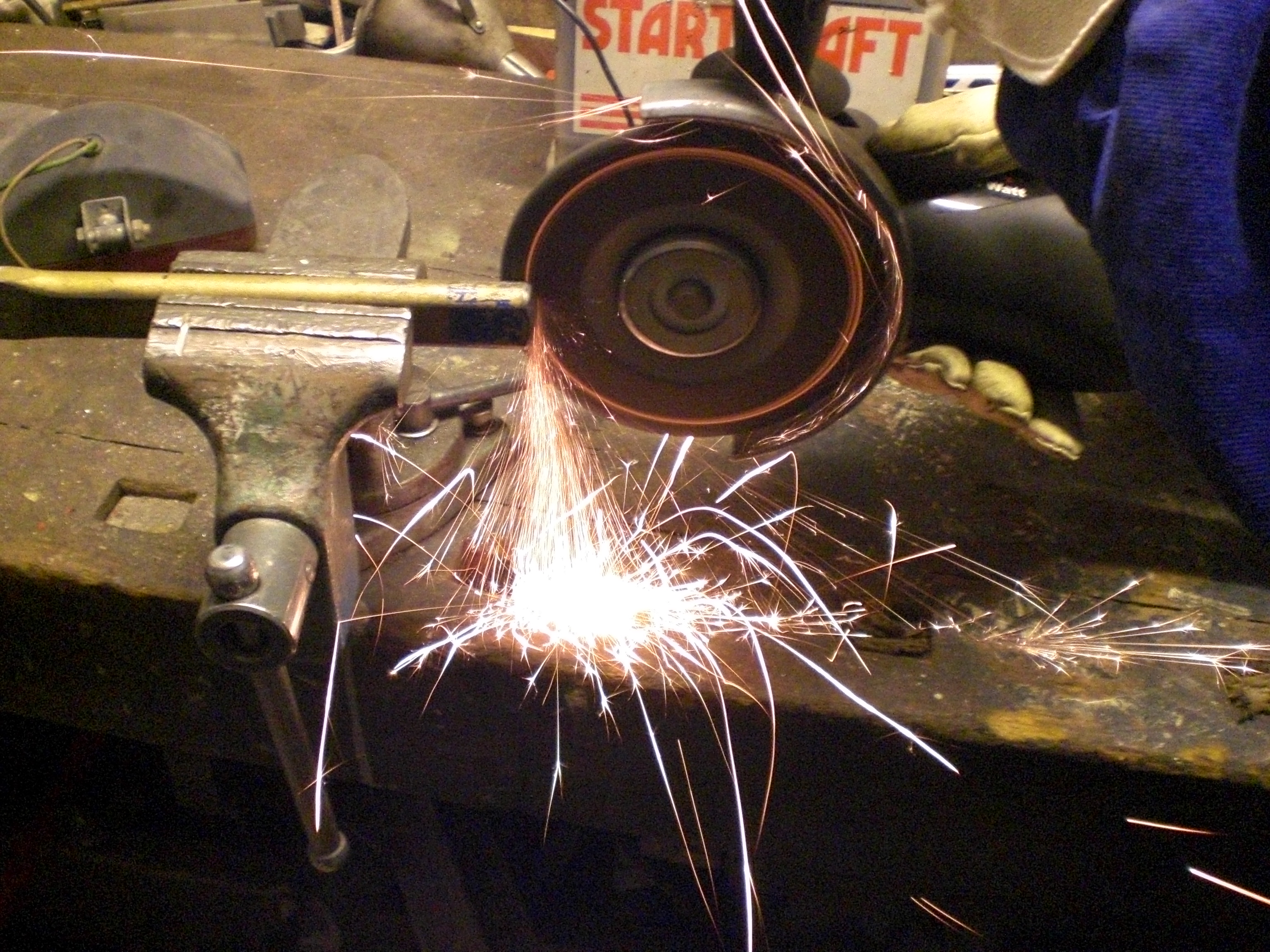
Scântei produse prin polizare

Scânteia (lat. scintilla) este o particulă solidă incandescentă care sare din foc, desprinsă dintr-un corp sau dintr-o substanță, din ciocnirea unor corpuri dure, sau care însoțește o descărcare electrică, și care se stinge foarte repede.
Termenul mai este folosit la figurat în limba română, cineva are senzația de  a vedea numai scântei  după ce a primit o lovitură puternică. A se învăța ca țiganul cu scânteia a se obișnui cu răul, o scânteie de talent, sau o scânteie de speranță, o fărâmă de talent, sau de nădejde. 